# Campionato Federale di Prima Categoria 1908

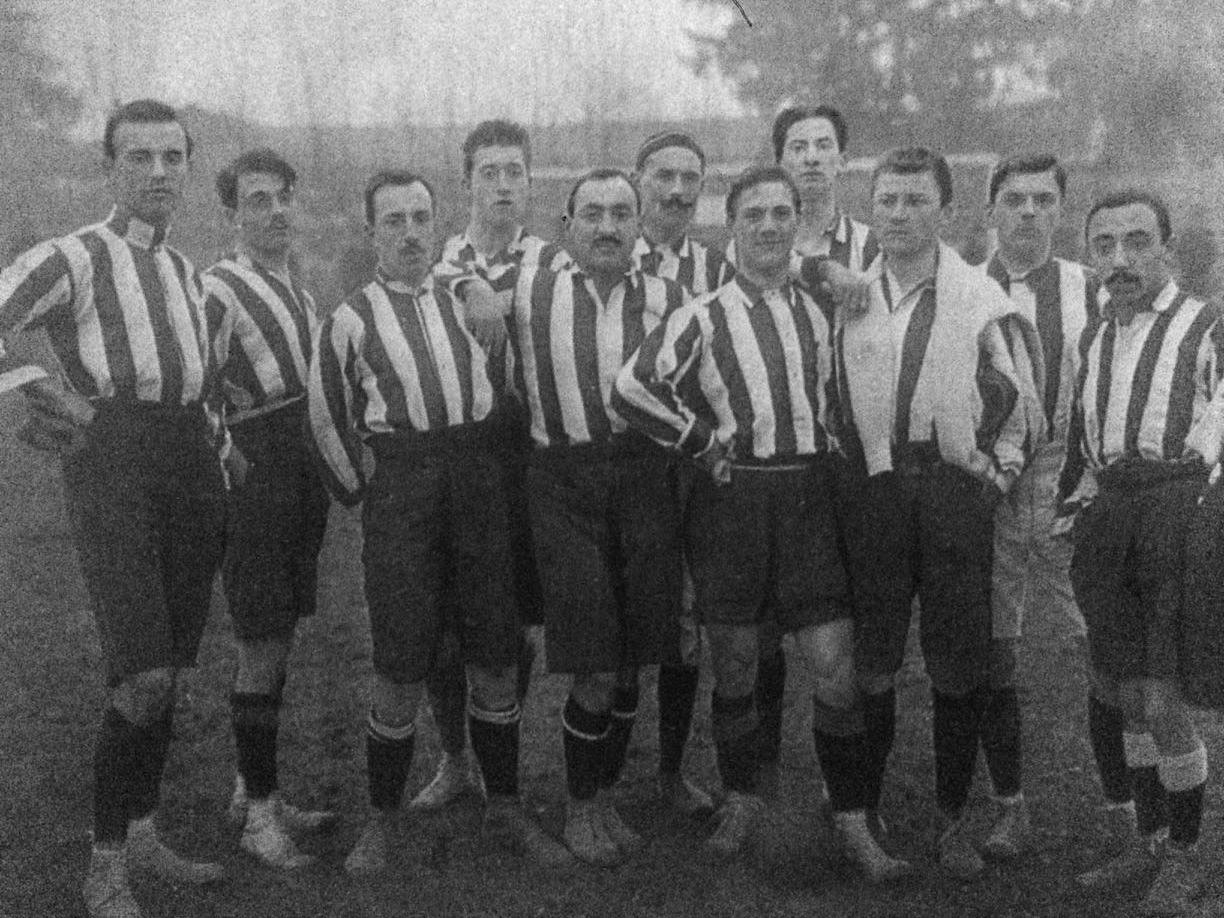
La Juventus del 1908, vincitrice del titolo federale poi disconosciuto dalla Federazione Italiana del Football

Il Campionato Federale di Prima Categoria 1908 fu un campionato di calcio organizzato ma successivamente disconosciuto dalla Federazione Italiana del Football (FIF) per il boicottaggio attuato dai Football Club, ovvero le società con soci e calciatori di cittadinanza straniera.
Il torneo, ridotto ad una finale vinta dalla Juventus, non assegnava il tradizionale titolo di "Campione d'Italia", il quale era abbinato al parallelo Campionato Italiano di Prima Categoria 1908, bensì il riconoscimento creato ex novo di "Campione Federale d'Italia".

## Stagione

### Novità
Dopo il primo decennio il calcio italiano andò incontro ad importanti cambiamenti dovuti alla decisione della FIF di "italianizzare" a forza il campionato, escludendovi i giocatori stranieri che pure avevano fondato il gioco in Italia. La scelta della FIF colpì duramente i Football Club e diede largo spazio alle Unioni Sportive e Ginniche, che pur più deboli in quanto non dirette dai maestri albionici erano però usualmente formate completamente da atleti italiani e fino ad allora si erano interessate maggiormente al parallelo campionato organizzato dalla Federginnastica. All'assemblea del 20 ottobre 1907, comunque, il presidente della Doria, Oberti, presentò un ordine del giorno con cui proponeva di dividere la Prima e la Seconda Categoria (ma non la Terza) in due competizioni parallele: una italiana (che assegnava il tradizionale titolo di "Campione d'Italia" e la nuova Coppa Romolo Buni) per i soli giocatori del Belpaese, e una federale (assegnataria del neonato titolo di "Campione Federale d'Italia" e della prestigiosa Coppa Spensley) che fosse aperto sia ai calciatori nostrani che a quelli stranieri.
(Delibera della Federazione Italiana del Football, 20 ottobre 1907)
All'approvazione di tale ordine del giorno la reazione dei grandi club fu durissima, sfociando addirittura nel ritiro dal torneo nonostante i tentativi di ricomposizione da parte della FIF. I Football Club, infatti, contestarono duramente la distinzione de iure fra i due campionati con l'utilizzo della nuova denominazione "federale" per il torneo misto e del classico appellativo "italiano" per quello autarchico, in quanto sottraeva agli atleti stranieri il diritto di competere per il titolo di "Campione d'Italia" e li relegava a disputarsi il minor riconoscimento di "Campione Federale", e ciò malgrado la FIF avesse pubblicamente definito il torneo federale "maggior gara" rispetto a quello italiano.
(Delibera della Federazione Italiana del Football, 20 ottobre 1907)
Le squadre «spurie internazionali» non ritornarono però sui propri passi, anche per protesta per il fatto che persino il campionato federale presentava qualche limitazione per gli stranieri: potevano partecipare a quel campionato solo gli stranieri che avevano dimora fissa in Italia, cercando così di combattere il malcostume adottato dalle grandi società di ingaggiare per alcune partite giocatori stranieri dall'estero, specie se svizzeri. Le motivazioni dell'ostruzionismo dei grandi club contro la nuova politica autarchica della FIF vanno, inoltre, ricercate nei timori che se l'avessero accettata, essa sarebbe stata soltanto il primo passo verso la completa epurazione degli stranieri dal campionato. Delle ventuno società che l'11 novembre 1907 si presentarono all'assemblea ordinaria della FIF per le deliberazioni di rito tra i grandi club era presente solo la Juventus, mentre Genoa, Milan e Torino si assentarono per protesta.
Nel 1908 si disputarono quindi due campionati: uno federale aperto anche agli stranieri e uno italiano aperto soltanto agli italiani. Così riassumeva le assemblee federali che portarono a scindere in due il campionato il quotidiano torinese La Stampa:
(La Stampa, 2 dicembre 1907, p. 4)

### Avvenimenti

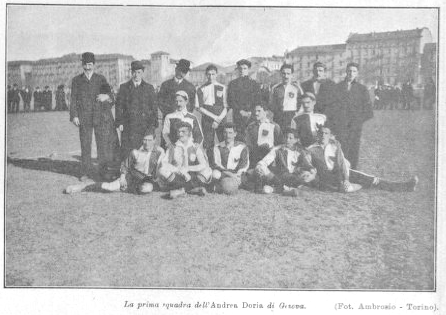
La rosa dell'Andrea Doria

Il torneo subì il boicottaggio delle grandi squadre come Genoa, Milan e Torino: il 14 dicembre 1907 La Stampa annunciò che una volta chiusesi le iscrizioni ai Campionati Federali di Prima e Seconda Categoria solo tre squadre si erano iscritte al Campionato Federale di Prima Categoria: Andrea Doria, Juventus e Milan, in quanto la US Milanese dovette rinunciare all'iscrizione perché impossibilitata a giocare sul proprio campo fino a marzo 1908, mentre Genoa e Torino per protesta decisero di non iscriversi. Il torneo subì un'ulteriore defezione allorché il 1 gennaio 1908 il Milan rinunciò a disputare il Campionato Federale «in segno di protesta contro l'illegale ed arbitrario procedere della Federazione»: secondo La Stampa, infatti, «il Milan-Club aveva inviato la propria iscrizione al Campionato federale, subordinandola ai diritti acquisiti con vincere per due anni consecutivamente la Coppa Spencer, col titolo di Coppa del Campionato Italiano. La Federazione non poteva aderire al desiderio del Milan-Club, sconfessando le deliberazioni di una forte maggioranza, che volle per l'avvenire destinata al Campionato federale tale Coppa, mutando così significato e titolo alla medesima; e in questo senso il Comitato direttivo della F. I. F. rispose al Milan-Club, aggiungendo che, in caso di una nuova vittoria, si sarebbe cercato di salvaguardare i diritti preesistenti». In segno di protesta il Milan si astenne dal disputare partite indette dalla FIF già dal 1º gennaio, riducendo così il torneo a sole due squadre partecipanti: Andrea Doria e Juventus.

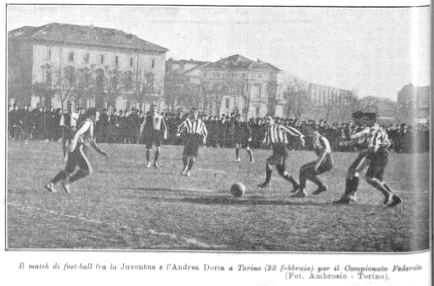
La sfida del 23 febbraio 1908 tra Juventus e Andrea Doria

All'andata a Genova la Juventus espugnò il campo dell'Andrea Doria vincendo nettamente per 3-0, ma il mese successivo il 23 febbraio inaspettatamente l'Andrea Doria vinse in trasferta la gara di ritorno per 1-0, rendendo necessaria la disputa di uno spareggio da disputarsi a Torino sul campo della squadra con la differenza reti migliore, ovvero la Juventus. Tale spareggio si disputò il 15 marzo: in tale partita la Juventus si portò inizialmente in vantaggio per 2-1, ma un autogol del barone della Juventus Mazzonis nel tentativo sfortunato di respingere un tiro di testa del calciatore dell'Andrea Doria Sardi condannò la Juventus bianconeri a un pareggio per 2-2, sebbene la partita fu poi annullata in seguito a un errore tecnico dell'arbitro. L'evento contribuì alla definitiva delegittimazione del torneo, tanto che si dovette aspettare fino al 10 maggio prima che la partita venisse ripetuta, sempre sul campo di Corso Sebastopoli. La Juventus in quell'occasione vinse per 5-1, con Ernesto Borel (padre di Aldo, il Borel I, e Felice, il Borel II) che spadroneggiò e vinse così il Campionato Federale 1908.
Alla Juventus non fu però assegnata la Coppa Spensley che le spettava in quanto Campione Federale perché il Milan detentore in carica l'aveva polemicamente riconsegnata al suo ideatore James Spensley. All'inizio della stagione successiva poi fu deliberato che la coppa venisse assegnata permanentemente al Milan, la società che l'aveva vinta per due volte di fila nel 1906 e 1907, riconoscendo l'ingiustizia subita dal Milan avendo cambiato il regolamento del trofeo in corso d'opera. Tale decisione, unita al boicottaggio dei campioni uscenti e al fatto che la manifestazione si ridusse in pratica ad una brutta copia del Campionato Italiano 1908, in quanto presero parte solo due squadre entrambe costituite da giocatori italiani, le quali parteciparono anche al torneo italiano in cui vennero nettamente surclassate dalla Pro Vercelli, delegittimò il Campionato Federale 1908 e ne determinò la cancellazione dagli albi d'oro della FIF, lasciando il Campionato Italiano come unico torneo stagionale ufficiale.

## Squadre partecipanti
| Club         | Stagione | Città  | Stagione precedente                           |
| ------------ | -------- | ------ | --------------------------------------------- |
| Andrea Doria | 1908     | Genova | 3º posto nel girone finale in Prima Categoria |
| Juventus     | 1908     | Torino | Eliminatorie piemontesi in Prima Categoria    |

- Milan ritirato a calendario già compilato.[7]

## Torneo
Il calendario originario delle partite per le prime squadre, deliberato dal Consiglio federale della FIF nella seduta di Vercelli del 15 dicembre 1907, era il seguente:
- 5 gennaio 1908: Andrea Doria-Milan
- 19 gennaio 1908: Juventus-Andrea Doria
- 26 gennaio 1908: Milan-Juventus
- 2 febbraio 1908: Milan-Andrea Doria
- 9 febbraio 1908: Juventus-Milan
- 23 febbraio 1908: Andrea Doria-Juventus

Tuttavia il Milan si ritirò dal torneo il 1º gennaio, riducendo il torneo a una gara a due tra Juventus e Andrea Doria.

### Risultati

#### Calendario
| Genova 19 gennaio 1908 Andata                              | Andrea Doria | 0 – 3 referto            | Juventus | Cornigliano |
| \| \| \| \| \| \| Marcatori \| ignoti (tutte nel 1° t.) \| |              |                          |          |             |
|                                                            |              |                          |          |             |
|                                                            | Marcatori    | ignoti (tutte nel 1° t.) |          |             |

| Arbitro: | Meazza (USM) (Milano) |

|  |           |           |
|  | Marcatori | 50’ Sardi |

##### Spareggio
| Torino 15 marzo 1908 Spareggio                                                                                   | Juventus  | 2 – 2 dts (ann.) referto                     | Andrea Doria | Stadio di Corso Sebastopoli |
| \| \| \| \| \| Borel 15’, 1-0 Collino t.s.’, 2-1 \| Marcatori \| s.t.’, Baglietto 1-1 aut. t.s.’, Mazzonis2-2 \| |           |                                              |              |                             |
| |           |                                              |              |                             |
| Borel 15’, 1-0 Collino t.s.’, 2-1                                                                                | Marcatori | s.t.’, Baglietto 1-1 aut. t.s.’, Mazzonis2-2 |              |                             |

La partita venne però annullata per errore tecnico dell'arbitro relativo a una rimessa assegnata all'Andrea Doria che favorì la rete del 2-2 definitivo e la partita di spareggio fu rigiocata sempre a Torino.
| Torino 10 maggio 1908 Spareggio                                                                      | Juventus  | 5 – 1 referto | Andrea Doria | Stadio di Corso Sebastopoli |
| \| \| \| \| \| Borel E. p.t. Goccione p.t. Borel E. rig. s.t. Borel s.t. \| Marcatori \| ??? s.t. \| |           |               |              |                             |
| |           |               |              |                             |
| Borel E. p.t. Goccione p.t. Borel E. rig. s.t. Borel s.t.                                            | Marcatori | ??? s.t.      |              |                             |

### Verdetto
- Juventus vincitrice del Campionato Federale (titolo disconosciuto)

## La riconciliazione e la ricerca storiografica
Secondo l'opinione del settimanale La Stampa Sportiva la stagione agonistica 1908 in Italia fu fallimentare: il settimanale concordò con la FIF sulla necessità di dover escludere gli stranieri dai campionati italiani, indicendo però un campionato federale al quale fossero ammessi anche gli stranieri residenti in Italia, in quanto avrebbe permesso ai giocatori italiani di trovare molto più spazio nelle partite e pertanto avrebbe contribuito alla crescita del calcio italiano. Tuttavia, ritenne troppo affrettata la decisione di aver applicato il nuovo regolamento già dalla stagione 1908, quando sarebbe stato maggiormente opportuno posticiparlo di un anno, in modo da disputare la stagione 1908 con il vecchio regolamento e pertanto accontentare il Milan, che si era aggiudicato la Coppa Spensley per due anni di fila con il titolo di Coppa del Campionato Italiano e che intendeva disputarla e vincerla nel 1908 sempre con il titolo di Coppa del Campionato Italiano e non con il titolo di Coppa del Campionato Federale, in modo da aggiudicarsela definitivamente. Il risultato della decisione controversa della FIF fu che le squadre costituite in maggioranza da stranieri rinunciarono a disputare entrambi i tornei, con il risultato che sia il Campionato Federale sia il Campionato Italiano furono contesi da poche squadre, tutte costituite da giocatori italiani. Per l'anno 1909 il settimanale si augurò che le squadre costituite prevalentemente da elementi stranieri avrebbero fatto buon viso a cattivo gioco e avrebbero accettato di partecipare al Campionato Federale, che a quel punto sarebbe assurto a maggiore successo ancora di quello in italiano, mentre in caso contrario il Campionato Federale si sarebbe dovuto abolire perché si sarebbe ridotto a copia conforme del Campionato Italiano.
Il segretario del Genoa Goetzlof in una lettera a La Stampa Sportiva di Torino espresse il suo sdegno per la decisione della FIF di escludere gli stranieri dai campionati italiani, mostrando così ingratitudine nei confronti dei quali avevano introdotto il calcio in Italia e di assegnare la Coppa Spensley al Campionato Federale senza nemmeno chiedere il permesso allo stesso Spensley, che l'aveva donata affinché fosse la coppa da assegnare al vincitore del campionato italiano. Goetzlof criticò la FIF anche per aver reso la coppa una challenge perpetua per rendere il Campionato Italiano più attraente e nel prosieguo della lettera scrisse che i due Campionati Federale e Italiano fossero un controsenso e aveva rammentato come i dissidenti nel tentativo di conciliarsi con la FIF avessero proposto di chiamare i due campionati «Campionato Italiano Federale» e «Campionato Italiano Nazionale», con finale tra i due campioni per il titolo assoluto come avveniva per altri sport, proposta tuttavia non accettata. Goetzlof rammentò poi che il Genoa avesse l'85% dei propri soci di nazionalità italiana e avesse un solo straniero in rosa, tal Debruyn, ma che nonostante tutto si unì ai dissidenti per la giustezza della causa.
Al termine della stagione i club ribelli si riavvicinarono progressivamente alla FIF, tanto che nel settembre 1908 a Milano si tenne un'assemblea tra le società di Milano per discutere sulla questione dei due campionati e sulla loro denominazione: si propose di chiamare i due campionati «Campionato Italiano Nazionale» e «Campionato Italiano Federale ». All'assemblea dell'8 novembre 1908 si decise di assegnare definitivamente la Coppa Spensley al Milan due volte vincitore e di mettere in palio per il successivo campionato federale una nuova coppa denominata Zaccaria Oberti. La formula dei due campionati «federale» e «italiano» fu quindi mantenuta anche nella stagione successiva: al campione federale sarebbe spettata la Coppa Zaccaria Oberti, mentre il campione italiano si sarebbe aggiudicato la Coppa Romolo Buni. Il settimanale La Stampa Sportiva reputò negativo l'esito dell'assemblea, scrivendo che l'intesa non si era raggiunta per diverse ragioni: in particolare il tentativo di candidare elementi stranieri alle alte cariche della FIF fallì a causa dell'opposizione della Juventus e inoltre non fu concesso ai dissidenti il cambiamento di denominazione del Campionato Federale in Campionato Federale Italiano. In un editoriale firmato il direttore commentò: 
(Gustavo Verona in La Stampa Sportiva, 15 novembre 1908, p. 5)
Tuttavia questa crisi del calcio italiano non passò senza lasciare una perpetua conseguenza: infatti il 9 marzo alcuni soci del Milan, contrari alla linea di dialogo con la FIF dei vertici del Milan e favorevoli invece a un indiscriminato afflusso di giocatori stranieri, avevano abbandonato il Milan e fondato quella che sarebbe divenuta col tempo una delle tre principali società calcistiche italiane: l'Inter.
La formale suddivisione tra i due campionati e i corrispondenti due titoli si protrasse per un'altra stagione, nella quale però fu il Campionato Italiano a essere delegittimato, vinto anch'esso dalla Juventus. Nel 2003 il quotidiano Tuttosport lanciò una campagna per tentare di convincere la FIGC a riconoscere come «scudetti» i due titoli dimenticati vinti dalla Juventus e nell'occasione lo stesso direttore dell'Almanacco illustrato del calcio promise di condurre ulteriori ricerche sui due campionati caduti nell'oblio, ma tali tentativi non portarono a nulla.